# ウクライナ教育科学省

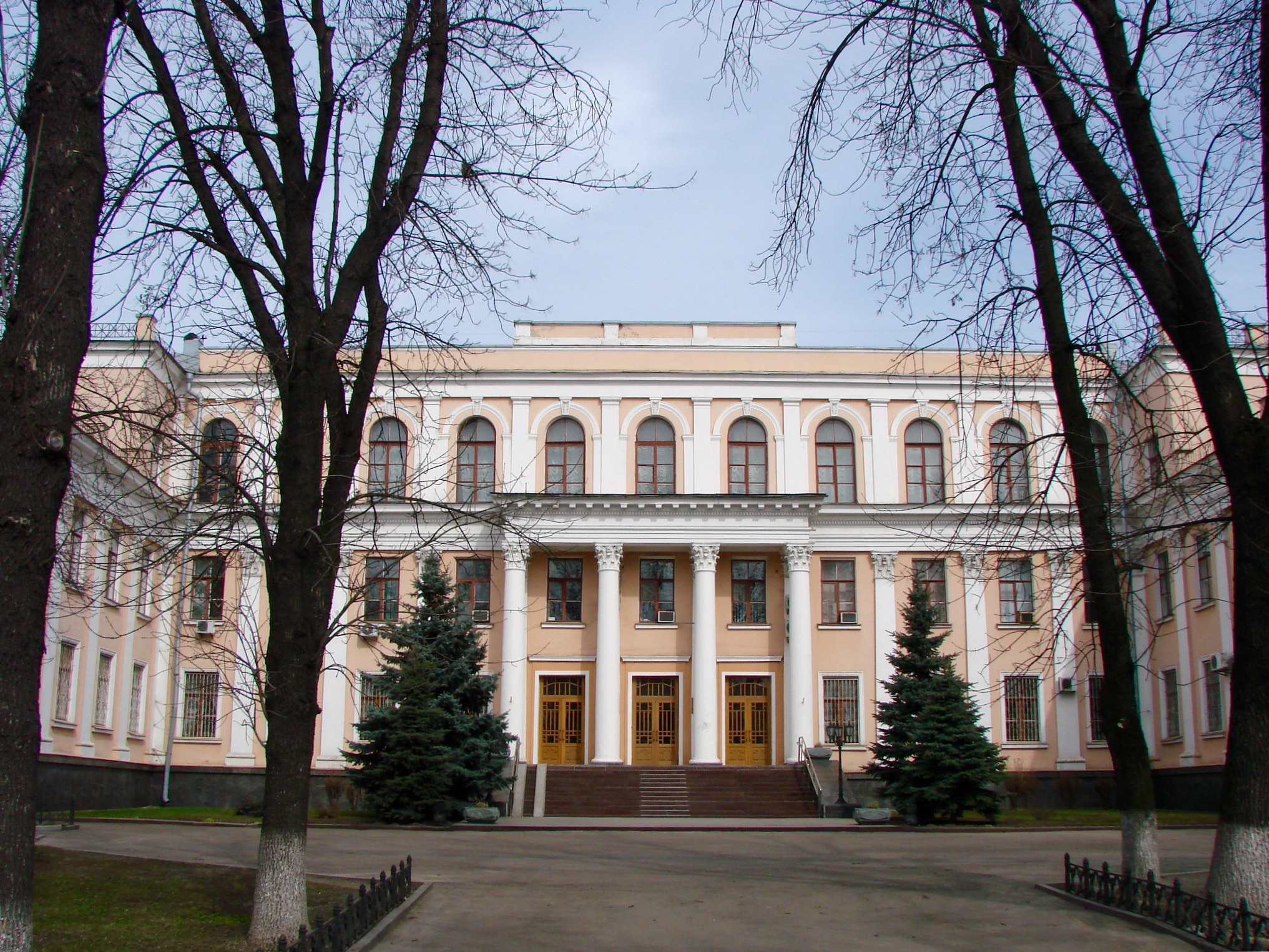
キーウにある教育科学省本部

ウクライナ教育科学省（ウクライナきょういくかがくしょう、ウクライナ語: Міністерство освіти і науки України、略称: МОН України、英語: Ministry of Education and Science of Ukraine）は、ウクライナの中央執行機関であり、教育、科学、科学技術、イノベーション、技術移転の分野における国家政策の策定と実施を担当する。また、教育機関や関連組織の活動に対する国家監督（監査）も担う。

## 歴史
ウクライナの教育行政は、1917年6月28日、ウクライナ人民共和国の第一次ヴィンニチェンコ政府においてイヴァン・ステシェンコが教育書記に任命されたことに始まる。1921年のリガ条約により、ウクライナ人民共和国はポーランド第二共和国とソビエト連邦に分割され、消滅した。
ソビエト時代、ウクライナ・ソビエト社会主義共和国では高等・中等専門教育省や職業技術教育国家委員会が教育を管轄。1992年7月8日、これらが統合され、現在の教育科学省の前身が設立された。
2010年12月9日から2013年2月28日まで、教育科学省は青年・スポーツ省と統合され、教育科学・青年・スポーツ省として運営された。2013年2月28日、ヴィクトル・ヤヌコーヴィチ大統領の再編により、現在の教育科学省とウクライナ青年・スポーツ省が分離設立された。

## 所在地
教育科学省の本部は、キーウ市シェウチェンキウ地区のベレステイシキー大通り10番地（ウクライナ語: пр. Берестейський, 10）に所在する。この建物は1936-1937年に建設され、第二次世界大戦前は産業アカデミー（ソビエト貿易アカデミー）として使用されたキーウの文化遺産である。

## 組織構造
教育科学省は、大臣が率い、第一副大臣、複数の副大臣、国家書記が補佐する。以下の総局と部門で構成される。

### 指導部
- 大臣：オクセン・リソヴィ（2023年3月21日～）[10]
- 第一副大臣：イェウヘン・クドリャヴェツ（ウクライナ語版）（2023年6月24日～）[11]
- 副大臣：
- ミハイロ・ヴィニツキー（ウクライナ語版）（2023年5月19日～）[12]
- アンドリー・ヴィトレンコ（ウクライナ語版）（2023年3月30日～）[13]
- デニス・クルバトフ（ウクライナ語版）（2023年4月18日～）[14]
- イェウヘニア・スミルノヴァ（ウクライナ語版）（2023年6月24日～）[15]
- アンドリー・スタシキウ（ウクライナ語版）（2023年5月19日～）[16]
- ドミトロ・ザウホロドニイ（ウクライナ語版）（デジタル開発・デジタル化担当、2023年3月28日～）[17]
- 国家書記：マクシム・ヤルミスティ（ウクライナ語版）（2023年4月7日～）[18]

### 主要部門
- 幼児・課外・インクルーシブ教育総局：インクルーシブ教育、課外活動、幼児教育を担当。
- 学校教育総局：教育内容、言語政策、地方自治体との連携を管理。
- 職業教育総局：職業教育の質の向上と産業界との協力。
- 高等教育・成人教育総局：大学教育、成人教育の政策と調達。
- 科学・イノベーション総局：科学研究、技術開発、国際協力を推進。
- 戦略計画・欧州統合総局：予算策定、デジタル化、国際連携を担当。
- 人事認証局：高等資格者の認証。
- 財務局：国家予算の管理。
- 法務局：法令の策定と遵守。
- 情報技術・文書管理局：デジタルインフラと文書管理。

### 傘下機関
- ウクライナ知的財産庁（ウクライナ語版）
- ウクライナ教育検査庁（ウクライナ語版）
- 教育分析研究所（ウクライナ語版）（）
- 教育内容近代化研究所（ウクライナ語版）（）
- 科学技術情報・専門知識研究所（ウクライナ語版）

### 諮問機関
- 全ウクライナ学生評議会（ウクライナ語版）（2005年7月7日設立、学生の意見を反映）[19]
- 若手研究者評議会（ウクライナ語版）（若手科学者の支援）[20]

## 歴代大臣
以下の表は、教育科学省およびその直接の前身（国民教育省、教育省）の歴代大臣を示す。
| 省庁名                     | 大臣名                                   | 在任期間                                      | 開始           | 終了 |
| -------------------------- | ---------------------------------------- | --------------------------------------------- | -------------- | ---- |
| 国民教育省                 | イヴァン・ズャジュン                     | 1990年8月3日                                  | 1992年5月      |      |
| 教育省                     | ペトロ・タランチュク                     | 1992年2月                                     | 1994年7月6日   |      |
| 教育省                     | ミハイロ・ズグロフスキー                 | 1994年11月18日                                | 1999年1月14日  |      |
| 教育省                     | ヴァレンティン・ザイチュク               | 1999年                                        | 1999年         |      |
| 教育科学省                 | ヴァシル・クレメン                       | 1999年12月30日                                | 2005年2月3日   |      |
| 教育科学省                 | スタニスラフ・ニコラエンコ               | 2005年2月4日                                  | 2007年12月18日 |      |
| 教育科学省                 | イヴァン・ヴァカルチュク                 | 2007年12月18日                                | 2010年3月11日  |      |
| 教育科学・青年・スポーツ省 | ドミトロ・タバチュニク                   | 2010年3月11日                                 | 2014年2月23日  |      |
| 教育科学省                 | セルヒイ・クヴィト                       | 2014年2月27日                                 | 2016年4月14日  |      |
| 教育科学省                 | リリヤ・フリネヴィチ                     | 2016年4月14日                                 | 2019年8月29日  |      |
| 教育科学省                 | ハンナ・ノヴォサド                       | 2019年8月29日                                 | 2020年3月4日   |      |
| 教育科学省                 | リュボミラ・マンジー（代行）             | 2020年3月25日                                 | 2020年6月25日  |      |
| 教育科学省                 | セルヒイ・シュカルレト（代行、後に大臣） | 2020年6月25日（代行）、2020年12月17日（大臣） | 2023年3月20日  |      |
| 教育科学省                 | オクセン・リソヴィ                       | 2023年3月21日                                 | 現職           |      |